# Riverby
Riverby was het landgoed van de Amerikaanse schrijver en natuurvorser John Burroughs. Het landgoed bevindt zich in West Park op de westelijke oever van de Hudson, in Ulster County (New York). Het landgoed van Frederick William Vanderbilt, de Vanderbilt Mansion, ligt recht tegenover Riverby op de oostelijke oever van de Hudson.
In 1873 kocht de schrijver er 36.000 m² land om er aan landbouw te doen. Later voegde hij er nog gronden aan toe. Het landgoed bestaat uit een hoofdhuis, een lager gelegen studie, een tweede woning (waar Burroughs' zoon Julian een tijdlang woonde), en enkele andere gebouwtjes. In de studie van Riberby schreef Burroughs verschillende van zijn essaybundels, waaronder Fresh Fields (1884), Signs and Seasons (1886), Indoor Studies (1889) en Riverby (1894). Burroughs ontving veel eminente gasten op Riverby, waaronder president Theodore Roosevelt.
In 1968 werd de studie van Riverby aangeduid als een National Historic Landmark. Tegenwoordig zijn de verschillende delen van het landgoed in het bezit van meerdere takken van de Burroughs-familie; zij raden af het landgoed te komen bezoeken.